# 差し迫った違法行為
差し迫った違法行為（さしせまったいほうこうい、Imminent lawless action）は、アメリカ合衆国憲法修正第1条の下で特定の表現が保護されているかどうかを判断するために、アメリカの裁判所が使用するいくつかの法的基準の一つ。この基準は、1969年に合衆国最高裁判所が判決したブランデンバーグ対オハイオ州事件で最初に発表された。

## 歴史
ブランデンバーグ判決は、シェンク対アメリカ合衆国事件（1919年）によって確立された基準である「明白かつ現在の危険」を構成するものを明確にし、暴力を主張するだけの表現は違法になる可能性があるとしていたホイットニー対カリフォルニア州判決（1927年）を破棄した。差し迫った違法行為の基準では、話者が差し迫った法律違反を扇動することを意図している場合、扇動は修正第1条によって保護されない。
「差し迫った」の正確な意味が曖昧な場合もあるが、合衆国最高裁はヘス対インディアナ州事件（1973年）で、ヘスの発言は「将来のある不定の時期における違法行為の主張にすぎない」ため、差し迫ったという要件を満たしておらず、その発言が「表現の自由に対する彼の権利」の下で保護されていると判決した。